# نهائي كأس أوروبا 1982
نهائي كأس أوروبا 1982 مباراة كرة القدم أقيمت على ملعب فينورد في روتردام بهولندا في 26 مايو 1982، هَزم فيها نادي أستون فيلا الأنجليزي نادي بايرن ميونيخ الألماني 1-0. بهدف سجله اللاعب الإنجليزي بيتر ويث في الدقيقة 67 من وقت المباراة.

## المباراة

### التفاصيل
| أستون فيلا | 1–0   | بايرن ميونخ |
| ---------- | ----- | ----------- |
| ويث 67'    | تقرير |             |

| أستون فيلا | بايرن ميونخ |

|  |